# ジョニー・ベリンダ
『ジョニー・ベリンダ』（原題：Johnny Belinda）は、1948年に製作・公開されたアメリカ合衆国の映画である。

## 概要
1940年にブロードウェイでヒットした、同名の舞台劇の映画化である。ジーン・ネグレスコが監督、ジェーン・ワイマンが主演した。ワイマンは二度目のアカデミー主演女優賞ノミネーションを受け、初の受賞を果たしている。

なお、本作はカナダで発生した実際の事件を元にしている。性暴力シーンや嘘と噂話が村中に拡散していく描写は、公開当初において物議を醸した。ハリウッドにおける厳格なヘイズ・コードを緩和させた最初の映画であると捉えられている。

## キャスト
- ベリンダ・マクドナルド：ジェーン・ワイマン
- ロバート・リチャードソン医師：リュー・エアーズ
- ブラック・マクドナルド：チャールズ・ビックフォード
- アギー・マクドナルド：アグネス・ムーアヘッド

## スタッフ
- 監督：ジーン・ネグレスコ
- 製作：ジェリー・ウォルド
- 脚本：イルムガード・フォン・クーベ、アレン・ヴィンセント
- 原案：エルマー・ブラニー・ハリス
- 音楽：マックス・スタイナー
- 撮影：テッド・マッコード
- 編集：デイビット・ウェイスバート

## 映画賞受賞
- 第21回アカデミー賞
  - 主演女優賞：ジェーン・ワイマン